# أونيون فييرا
نادي أونيون فييرا لكرة القدم (بالإسبانية: Club de Fútbol Unión Viera)‏ نادي كرة قدم إسباني يلعب في دوري الدرجة الثالثة الإسباني. تم تأسيس النادي في عام 1962.

## روابط خارجية
- CF Unión Viera